# Каяма
Кая́ма (яп. 嘉弥真島 каяма-дзима) — небольшой остров в островной группе Яэяма островов Сакисима архипелага Рюкю. Административно относится к округу Такэтоми уезда Яэяма префектуры Окинава, Япония.
Необитаемый остров лежит на северо-восток от острова Кохама и на запад от острова Исигаки.
Высота острова — 31 м.

## Фотогалерея

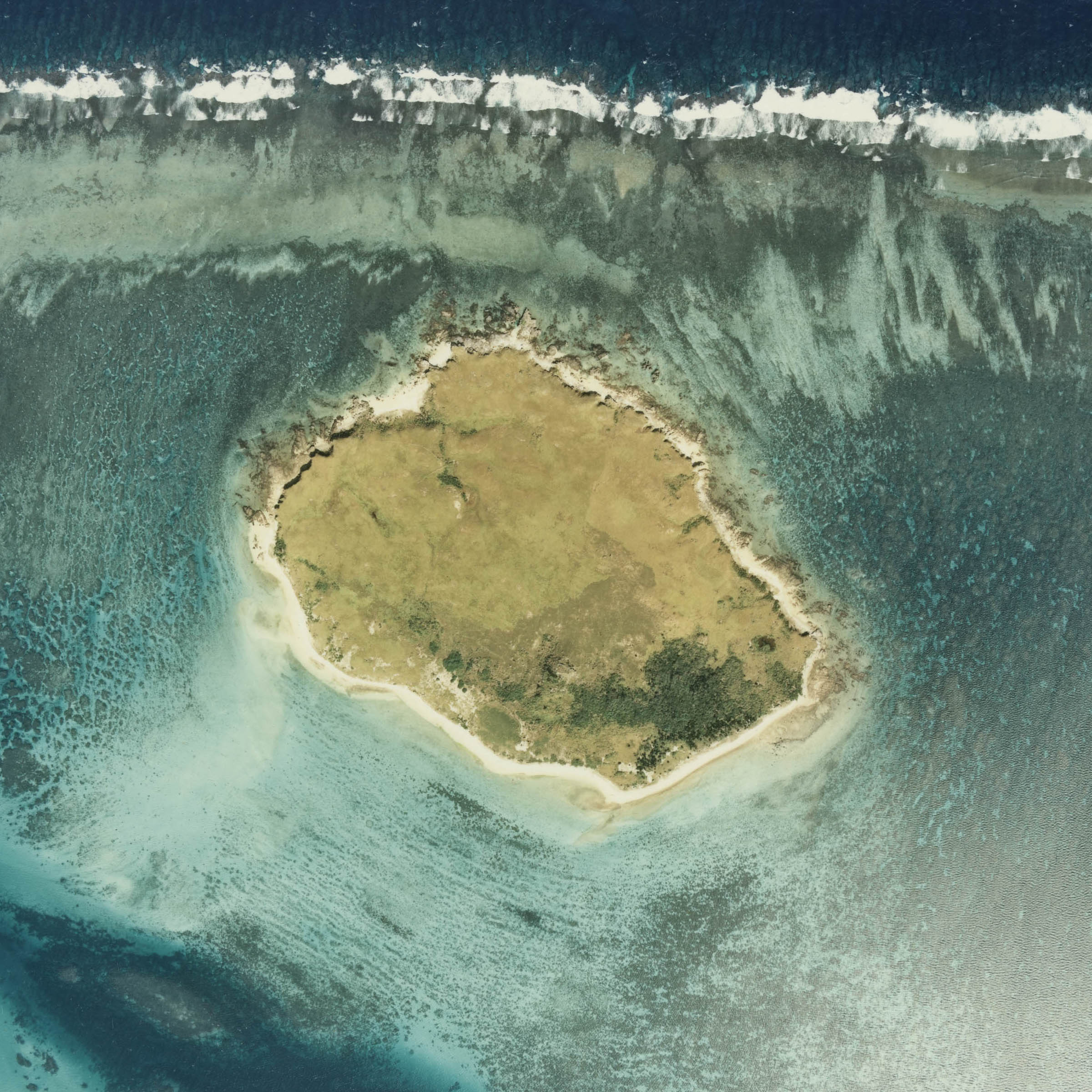
Снимок острова со спутника
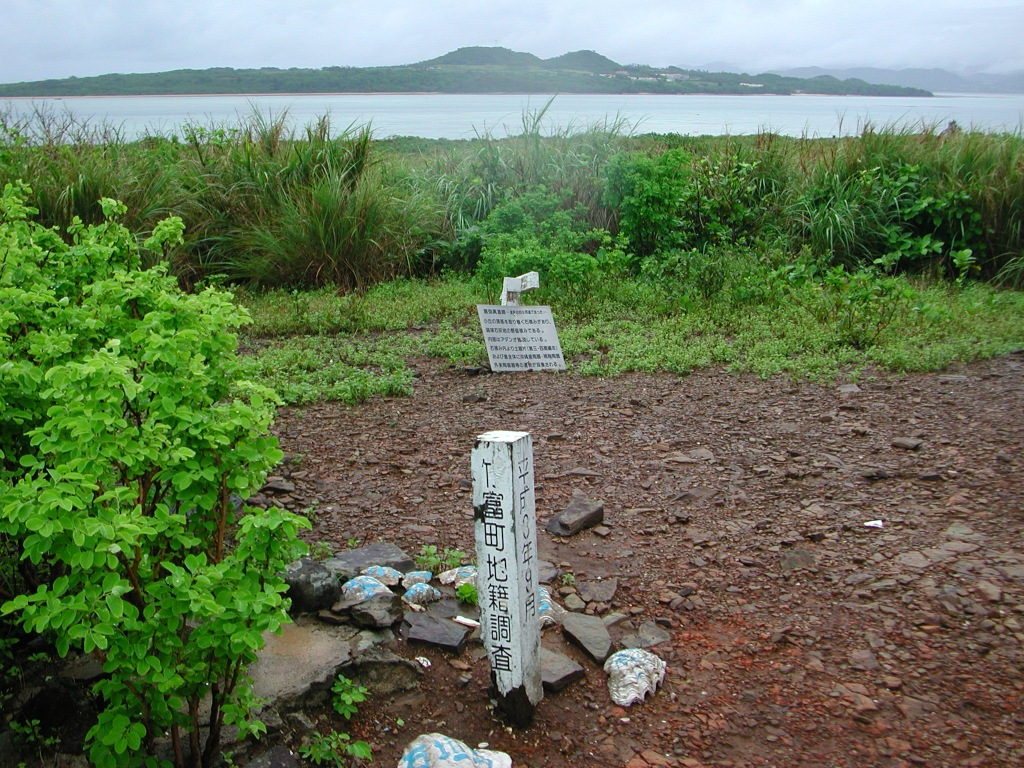
Остров Каяма